# Lorenzo Pisano
Lorenzo Pisano (Torino, 1995) è un ginnasta italiano, tesserato per la Società Ginnastica Victoria Torino.
Nel 2015 ha vinto il titolo italiano al Volteggio, riconfermandosi nel 2016.